# Бухвостов, Алексей Алексеевич
Алексей Алексеевич Бухвостов (1870—1916) — русский военный  деятель,  полковник. Герой Первой мировой войны, убит в бою.

## Биография
В службу вступил в 1891 году после окончания Гатчинского сиротского института императора Николая I. В 1893 году после окончания военно-училищных курсов Алексеевского военного училища по II разряду произведён в подпоручики и выпущен в Островский 100-й пехотный полк. 
В 1897 году переведён в поручики, в 1901 году в штабс-капитаны, в 1905 году в капитаны — обер-офицер, с 1909 года адъютант  Виленского военного училища. 
С 1914 года участник Первой мировой войны, командир роты в составе 100-го Островского полка. В 1915 году произведён в подполковники — командовал батальоном, в 1916 году произведён в полковники — старший офицер полка. 31 августа 1916 года убит в бою у д. Червище, исключён из список полка умершим.

Высочайшим приказом от 13 октября 1916 года за храбрость награждён Георгиевским оружием: 
За то, что  в бою 8-го сентября 1915 года под д. Лыща, командуя 5-ю ротами, под сильным ружейным огнём противника, перешёл в наступление и захватил д. Лыща, удержал таковую за собою, чем дал возможность на следующий день прочим частям дивизии переправиться через р. Вислицу

## Награды
- Орден Святой Анны 3-й степени  (ВП 1906)
- Орден Святого Станислава 2-й степени  (ВП 1909)
- Орден Святой Анны 2-й степени с мечами (ВП 06.06.1914; ВП 07.05.1916)
- Орден Святого Владимира 4-й степени с мечами и бантом (ВП 05.10.1914)
- Орден Святой Анны 4-й степени «За храбрость» (ВП 13.04.1915)
- Георгиевское оружие (ВП 13.10.1916)